# Maimie Pinzer
Maimie Pinzer est une ancienne travailleuse du sexe de New York. Elle a fondé la Montreal Mission for Friendless Girls en 1915 pour assister les travailleuses du sexe pauvres et sans abri. Ses lettres offrent un témoignage important sur la vie des femmes de la classe ouvrière et sur la prostitution au début du xxe siècle.

## Biographie

### Enfance
Maimie Pinzer est née en 1885 à Philadelphie d’une famille juive d’Europe de l’Est. En 1897, à l’âge de douze ans, son père se fait assassiner. Sa famille a connu des difficultés financières après le meurtre de son père, ce qui a conduit sa mère à avoir du mal à subvenir aux besoins de la famille. À l'âge de 13 ans, sa mère l'a forcée à quitter l'école pour se consacrer aux tâches ménagères. Ressentant du ressentiment en raison de l'absence d'éducation et de la non-rémunération de son travail, Pinzer s’est trouvé un emploi. Elle fut d’abord domestique puis vendeuse dans un grand magasin, ce qui a créé des tensions supplémentaires au sein de sa famille.
Les filles d'immigrants faisaient face à la méfiance lorsqu'elles sortaient danser, restaient dehors tard et interagissaient avec des hommes. Elles voulaient être des jeunes filles américaines, tandis que leurs parents les maintenaient à leurs propres normes européennes de comportement. Maimie a lutté avec son désir d'indépendance tout au long de sa jeunesse et de sa vie adulte.

### Carrière
Pinzer a également commencé à gagner de l'argent grâce à la prostitution avec des hommes rencontrés à son travail. Rapidement, elle s’est fait arrêter pour comportement « capricieux » ou « incorrigible » par sa mère lorsqu'elle a passé la nuit chez un homme. Elle a été envoyée dans une école de redressement pour fille jusqu'à l'âge de 18 ans. Toutefois, son incarcération n’a pas mené à sa réhabilitation. Après sa libération, Maimie a habité avec un amant pendant quatre ans, tout en travaillant occasionnellement comme actrice ou mannequin. Par la suite, elle a contracté une infection oculaire qui, après 31 opérations, l'a laissée avec une orbite vide, si marquée de cicatrices qu'elle ne pouvait retenir un œil de verre. Cette défiguration a marqué un tournant dans la vie de Maimie. Elle a alors épousé Albert Jones, un charpentier qui, lui aussi, avait perdu un œil, et a développé une dépendance à la morphine, peut-être en raison des douloureuses opérations. Après une période d'hospitalisation pour soigner son dépendance, Maimie a rencontré Herbert Welsh, un philanthrope peu connu mais dévoué. Il a plus tard expliqué à Maimie qu'après l'avoir vue pour la première fois, il avait obéi à l’ordre de « poursuivre cette fille et de lui transmettre le message du Christ ». Maimie a effectivement été profondément influencée par lui. Elle a commencé à mener une vie respectable, montrant des signes de conversion, allant même jusqu'à assister à des services religieux . C'est Monsieur Welsh qui a encouragé Maimie à écrire à Madame Fanny Quincy Howe (en), une Brahmane de Boston. Les deux femmes s'écrivirent pendant 12 ans, soit de 1910 à 1922. Maimie Pinzer ne s’agit que d’un pseudonyme pour ses correspondances.
« Je souhaite être née homme, je sais ce que je ferais ce matin », écrivait-elle à Fanny Howe au début des années 1900. « Je boutonnerais mon manteau et sauterais à l'arrière d'un train pour voyager où il va. Puis, une fois arrivée, je m'arrêterais pour réfléchir, “Et ensuite, quoi ?”»
Maimie Pinzer a donc été prostituée de 13 à 25 ans de manière inconsistante. De plus, elle n'a jamais réellement vécu dans une maison close. Pinzer a consacré une grande partie de sa correspondance avec Howe à sa recherche d'emploi. Cependant, en tant que femme de la classe ouvrière, ses options étaient principalement limitées au travail en usine et domestique. Les femmes immigrantes de classe inférieure avaient rarement accès à des promotions ou à des salaires équivalents à ceux des hommes, et elles étaient souvent confrontées au harcèlement sexuel sur leur lieu de travail. Il était presque impossible pour Maimie de garder un emploi, car elle était confrontée à des patrons exigeant des faveurs sexuelles en échange de son salaire à la fin de la semaine.
Ses correspondances exposent les caractéristiques désordonnées et cohérentes de la vie des immigrés des classes inférieures. Elle a parcouru de nombreuses villes et arpenté d'innombrables rues à maintes reprises. Elle se retrouvait souvent sans emploi, changeait fréquemment de travail et était fréquemment sujette à des maladies. Cependant, simultanément, se profile une image intime de réseaux familiaux étendus et solidaires. Les familles et les amis demeuraient en contact étroit, fournissaient des ressources financières durement gagnées en cas de malheur et étaient prêts à consentir tous types de sacrifices pour soutenir les malades ou les mourants. Maimie n'a pas seulement employé ses revenus pour couvrir le loyer et les dépenses médicales d'autres personnes, mais elle a également parcouru des centaines de kilomètres pour aider un membre de la famille malade.
Pinzer a finalement abandonné la prostitution. Monsieur Welsh et Madame Howe ont payé les frais de scolarité de Maimie pour qu'elle puisse aller à une école de commerce . Elle a déménagé à Montréal en 1913, où elle a lancé le Business Aid Bureau of Montreal avant que la catastrophe économique de la Première Guerre mondiale ne la conduise vers le travail social.

### Montreal Mission for Friendless Girls
Pinzer a établi et dirigé la Montreal Mission for Friendless Girls, un foyer pour les travailleuses du sexe pauvres et sans abri, de 1915 à 1917. Elle a lancé ce projet spécifiquement pour aider les travailleuses du sexe juives et protestantes . Elle offrait entre autres un service de sténographie. L'aide apportée aux filles passait principalement par l'Église catholique. Pinzer n'approuvait pas la proposition de Monsieur Welsh pour le nom de son institution, soit The Christ Mission for Friendless Girls. Elle pensait que cela pourrait décourager les candidates, car selon elle « Dès que les filles découvriraient qu'elles avaient affaire à une mission religieuse, cela mettrait en lumière l'hypocrisie plutôt que la sincérité » . Le nom du Montreal Mission for Friendless Girls venait de ses bienfaiteurs. Toutefois, Pinzer détestait le titre et croyait qu'il stigmatisait davantage les femmes en difficulté.

### Fin de vie
Peu de choses sont connues de la vie de Pinzer après l'âge de 37 ans . Elle est retournée à Philadelphie où elle a également fondé une maison pour Friendless Girls . Elle s'est mariée pour une deuxième fois à un amour de jeunesse. De plus, elle mentionne avoir mis fin à sa correspondance avec Madame Howe, car sa relation avec son mari comblait le vide . Elle est probablement décédée à Germantown. Ses lettres offrent un témoignage important sur la vie des femmes de la classe ouvrière et sur la prostitution au début du XXe siècle.

## Héritage
Les lettres de Pinzer reflètent que les femmes ne se sentaient pas en sécurité au travail ou à la maison et luttaient pour gagner leur propre argent. L'histoire de Pinzer a suscité un grand intérêt parmi les universitaires spécialisés dans le genre et les femmes de la classe ouvrière, car ses lettres font partie des seuls témoignages de première main sur la prostitution au début du XXe siècle. Elle était également très consciente du rôle que les normes de genre et les limites imposées aux femmes, en particulier sur le plan économique, avaient joué dans sa vie .
L'organisme montréalais contemporain Stella, l’amie de Maimie qui soutient des travailleuses du sexe est nommé pour Pinzer et Stella Philipps, sa protégée qui visite souvent la Montreal Mission for Friendless Girls.

### Ouvrage
- Pinzer, Maimie. (1997). The Maimie Papers: Letters from an Ex-Prostitute. Feminist Press at CUNY.

### Articles de revue
- Harap, Louis. (1982). « Mute inglorious miltons: Maimie Pinzer and Sidney Greenberg » Studies in American Jewish Literature (1981-), 2(2), 11–19.
- Moore, Deborah Dash. (1978). « Book review: the maimie papers » American Jewish History, 68(1), 84–86.
- Painter, Charlotte. (1979). « Book review: the maimie papers » Biography, 2(4), 365–367.
- Rothman, Sheila. (1979). « The Limits of Sisterhood » Reviews in American History 7 (1): 92–97.

### Sources électroniques
- Brabant, Annick, « Stella, l’amie de Maimie un organisme communautaire par et pour les travailleuses du sexe », (14 juin 2021), https://ville.montreal.qc.ca/memoiresdesmontrealais/stella-lamie-de-maimie-un-organisme-communautaire-par-et-pour-les-travailleuses-du-sexe.
- Panzer, Sophie,  « Women’s History Month Spotlight: Maimie Pinzer, Jewish Exponent », (9 mars 2020), https://www.jewishexponent.com/womens-history-month-spotlight-maimie-pinzer/.